# 易氏金扇虫
易氏金扇虫（学名：Chrysopetalum ehlersi）为金扇虫科金扇虫属的动物。分布于印度洋、红海以及中国南海等海域。